# Raise Your Glass
Raise Your Glass는 미국의 가수 핑크의 노래이다. 이 노래는 그녀의 베스트 음반인 Greatest Hits... So Far!!!에 수록되어 있다.

## 곡 목록
- Digital/CD Single[1][2]

1. "Raise Your Glass" – 3:23
2. "U + Ur Hand" (From Funhouse Tour: Live in Australia) – 4:14